# Contea di Gutian
La contea di Gutian (古田县S, Gǔtián XiànP) è una contea della Cina, situata nella provincia del Fujian.